# Cindy Sherman
Cindy Sherman (født 19. januar 1954 i Glen Ridge, New Jersey ) er amerikansk fotograf og kunstner.
Hun slog igennem på kunstscenen i 1977 med fotoserien UNTITLED FILM STILLS, hvor hun afbilledede sig selv i forskellige roller.
Fotoværket A Play of Selves fra 1976 er med Shermans egne ord det eneste, som er bevidst selvbiografisk. Værket er skruet sammen som et skuespil med i alt 72 scener fordelt på 4 akter og en finale. Der er 16 aktører, som alle sammen formentlig spilles af Sherman selv. De fleste af aktørerne er personificeringer af Shermans forskellige roller eller sindsstemninger som kvinde. Men også hendes forestillinger om de roller, som andre spiller, får en selvstændig plads i skuespillet – f.eks. Den Ideelle Mand og Veninden.
Værket handler om Shermans – eller måske bredere en kvindes – opfattelse af sig selv og de roller, hun spiller. Derudover handler det om hendes følelsesmæssigt og seksuelle relation til mænd.
Sherman gør i finalen nar af fortælleren, som forsøger at finde hoved og hale på alt det, der er sket i de foregående akter. Så nogen endegyldig tolkning af A Play of Selves vil være forgæves.